# Hecticoceras pseudopunctatum
Hecticoceras pseudopunctatum ist eine Art der Ammoniten (Ammonoidea) aus dem Jura. Die Tiere verfügten als Makroconchen über ein weitnabeliges Gehäuse mit abgeplatteten Flanken und einfacher Mündung, als Mikroconchen über Mündungsohren. Der Maximaldurchmesser der Art betrug rund 10 cm. Die bekannte Verbreitung erstreckte sich über das Gebiet der nördlichen Tethysnebenmeere vom heutigen Großbritannien bis zum Ural. Erstbeschrieben wurde die Art 1889 von Joseph Lahusen.

## Merkmale
Hecticoceras pseudopunctatum wies am Makroconch ein leicht weitnabeliges Gehäuse auf, das einen hochmündigen Windungsquerschnitt und abgeflachte Flanken besaß. Die Primärrippen des Makroconchs weichen im Bereich der Mittelwindungen scharfen, geschwungenen Sekundärrippen, die auf der äußeren Schalenhälfte leicht anschwellen. Ab einem Durchmesser von 30 bis 40 mm verschwinden die Primärrippen in der Regel ganz. Bei Makroconchen ist der Mündungsrand einfach gestaltet. Mit 100 mm waren sie wahrscheinlich ausgewachsen. Der Mikroconch der Art war stärker weitnabelig und besaß Mündungsohren. Seine Sichelrippen verschwinden auf der inneren Hälfte der Flanken oder aber sie bildeten längliche, verdickte Rippenwülste.

## Stratigraphie und geographische Verbreitung
Hecticoceras pseudopunctatum kommt in den proniae- und spinosum-Subzonen des europäischen Juras vor, also den obersten beiden Abschnitten der athleta-Zone. Damit ist der Ammonit eine Art des frühen Obercalloviums. Die Verbreitung erstreckte sich über das Gebiet des heutigen Großbritanniens bis zum Ural.

## Taxonomie und Systematik
Die Art wurde 1889 von Joseph Lahusen aus dem Jura des heutigen Oblast Rjasan als „Harpoceras pseudopuntatum“ erstbeschrieben. Ein Pseudonym ist „Hecticoceras nodosum“ J. Sowerby, 1818. Die Art wird innerhalb von Hecticoceras in die Untergattung Orbignyceras gestellt, die sich durch abgeplattete Makroconchen auszeichnet.